# 西奈及巴勒斯坦战役
西奈及巴勒斯坦战役（英語：Sinai and Palestine Campaign），发生于第一次世界大战的中东战区。对战双方为大英帝国和奥斯曼帝国。而德意志帝国则作为盟友支持奥斯曼帝国。1915年，奥斯曼帝国袭击苏伊士运河，战争打响。1918年的穆德洛斯停战协定标志着战役的结束。奥斯曼帝国被迫割让叙利亚及巴勒斯坦。
1915年1月，德国领导下的奥斯曼军队入侵当时的英国保护国埃及所管辖的西奈半岛和苏伊士运河，标志着战役的开端。加里波利战役后的老兵组成埃及远征军和驻巴勒斯坦第四军并于1916年投入到西奈半岛的战事之中。此次战役期间，澳大利亚和新西兰骑兵师与第五十二低地步兵师成功地把奥斯曼军驱逐出了该地区。在1916年8月的罗马尼之战、10月的马德哈巴之战及1917年1月的拉法之战中，英国三战三捷。重新占领了埃及大部。随后，奥斯曼帝国在第一次、第二次加沙之战时在巴勒斯坦南部击败了英国的埃及远征军。
1917年4月至10月，双方在南巴勒斯坦对峙。泰尔·埃尔·库维尔斐之战、哈雷拉及谢里亚之战和第三次加沙之战后，艾德蒙·艾伦比率领英军占领了贝尔谢巴。在随后的行动中，大约50英里的奥斯曼帝国领土因埃及远征军11月17日至12月30日在穆加尔山脉的胜利及11月10日至14日的耶路撒冷之战而易手至大英帝国。但由于英国在西线战场大败于埃里希·鲁登道夫所发动的春季攻势，埃及远征军不得不抽调一部分兵员支援西线。这期间，远征军于1917年3月及1918年4月试图攻占安曼和伊斯萨尔特，但未获成功。之后，艾伦比的军队在美吉多之战以机动战的方式再次展开进攻。在图勒凯尔姆、塔布索尔两地的步兵战的胜利使得英军能够在奥斯曼帝国前线打出几个缺口以便沙漠骑兵军团能够在犹太丘陵地带包围敌方步兵。如此一来，骑兵得以参加拿撒勒之战与萨马克之战。英军占领了阿福拉、贝珊、杰宁和太巴列。沙龙之战、纳布卢斯之战及第三次外约旦攻势中接二连三的败北让奥斯曼帝国损失了三个军。帝国数千兵员被俘，大量装备遭英军收缴。英国乘胜追击，占领了大马士革与阿勒颇。1918年10月30日，奥斯曼帝国签署了穆德洛斯停战协定。这一协定宣告了西奈及巴勒斯坦战役的落幕。英国在战后接管了巴勒斯坦而叙利亚与黎巴嫩则由法国托管。
该战役在战时未获关注。英国人认为这只不过是一场次要的军事行动。在西奈及巴勒斯坦浪费的宝贵资源对他们来说不如花费在西线战场上。印度人则对美索不达米亚战役及占领巴格达城更感兴趣。澳大利亚在该战役中直到其首位官方摄影师弗兰克·赫尔利于1917年8月来到战场后才有战地通讯记者。之前他则在西线报道战事。而其首位官方通讯记者亨利·古莱特则于当年11月才赴任。
西奈及巴勒斯坦战役导致新的土耳其共和国在1923年的土耳其独立战争中成立，延续了六百年的奥斯曼帝国退出了历史的舞台。1932的伊拉克王国，1943年的黎巴嫩共和国、1946年的叙利亚阿拉伯共和国以及1948年的以色列和约旦王国依次在原有的英法托管地上建国。

## 背景

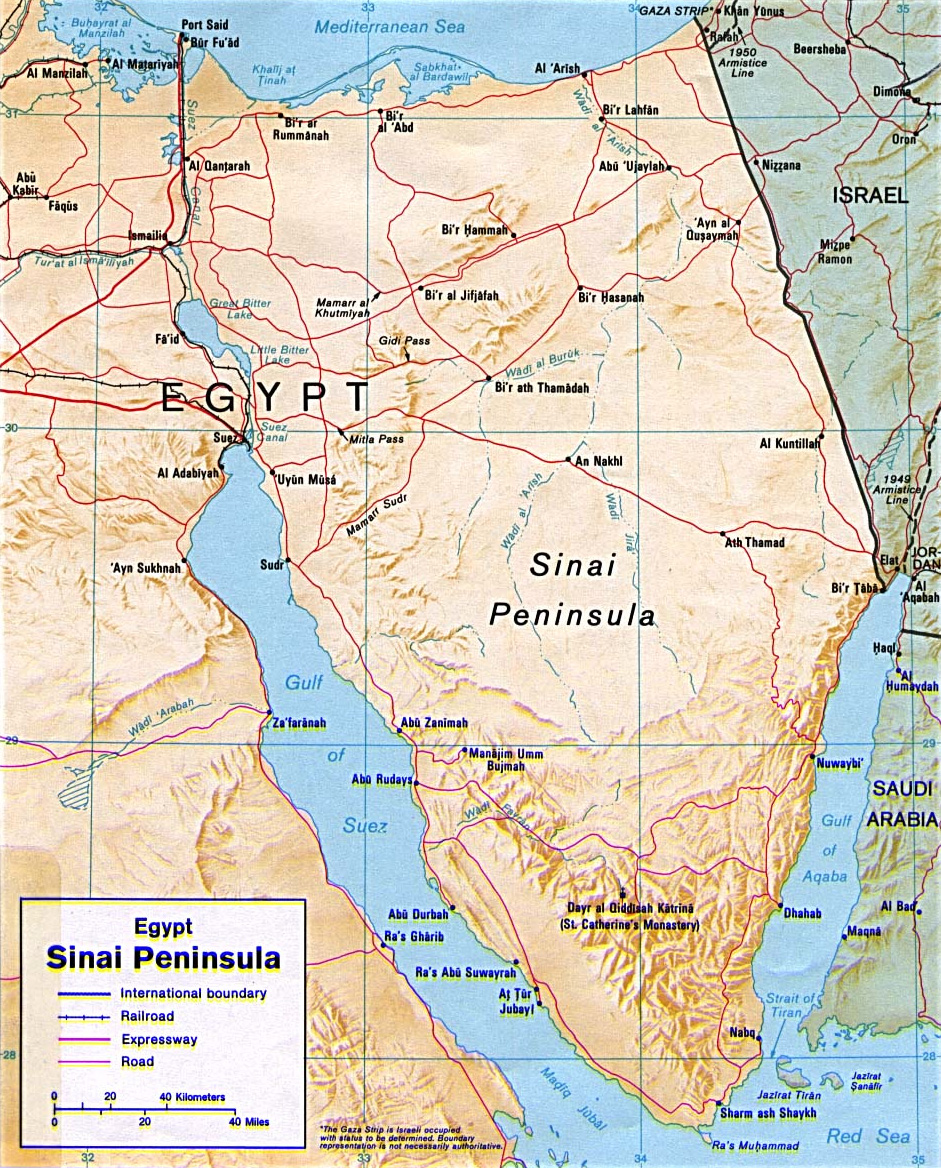
西奈半岛地图

截止1914年，埃及已经隶属于奥斯曼帝国达400年之久。尽管在1882年英埃战争后就已经被英国人占领，埃及仍然尊奥斯曼帝国为宗主国。最终，埃及成为了英国的保护国。苏伊士运河对大英帝国来说是至关重要的战略要地。它可以减少从印度、新西兰与澳大利亚航行至欧洲的时间。由于埃及在一战中成为了一个主要的军事基地，德意志与奥斯曼帝国认为苏伊士运河是英国交通系统中最近、最薄弱的一环。运河的长度使得防守入侵变得十分困难。开罗至运河之间没有公路。只有一条长30英里、48公里的铁路从开罗延伸至运河畔的伊斯马伊利亚。这条铁路向北延伸至赛义德港，向南延伸至苏伊士。 伊斯马伊利亚附近的运河中心地带具有重大战略意义。其原因是，开罗、赛义德港及苏伊士三座城市的清水供给依赖于由伊斯马伊利亚运河引来的尼罗河水。
1914年11月，英、土两国敌意渐深之际，三万余英国守军撤出了西奈半岛。英国集中军力，守备运河西岸。其中包括印度第十、第十一师团、帝国服务骑兵旅、比卡内尔骆驼骑兵军团、三个印度山地炮兵连以及一队埃及炮兵连。除此之外，协约国在运河上对上述部队提供了火力支援。土军则有25000人之众，包括第二十五师团。奥斯曼帝国于1915年袭击了英国在埃及的驻军并试图重新掌控埃及。德意志帝国则在现在的利比亚地区煽动塞努西教团的叛乱并导致他们在塞努西战役中进攻埃及西部并威胁到苏丹的安全。

### 埃及的作用
埃及当时既不是独立国家也不是大英帝国的成员。因此，它在交战各国中处于一种特殊的地位。大英帝国高级专员雷金纳德·文盖特及默里认为，埃及在战争中的作用主要只是提供铁路及人员。然而，麦克斯韦在1914年11月6日宣布埃及没有帮助英国的义务。军事管制下，英国有权控制在埃欧洲人士。包括监视、拘禁属于敌方的危险人物。管治权同时也用于打压卖淫及禁止酒类贩卖。不过，在埃及适用的领事裁判权条约还是对以上两种行业的从业人士提供了(免受军事管制的)保护。1917年秋英军总司令部从开罗迁到了前线。而开罗则由剩下的戍卫部队营守卫。这一变更使得负责军事管制的埃及远征军的指挥官无法再插手内政。而埃及的动荡也于1917年至1918年的冬季开始加剧。

## 1915至1916年间对苏伊士运河的防卫
1915年1月26日至2月4日间，奥斯曼大军袭击了苏伊士运河。其他两翼部队则夹击了坎塔拉附近的运河北端及苏伊士附近的运河南端。随后，奥斯曼帝国于2月3日、4日向苏伊士运河及运河东岸至坎塔拉铁路地段发起了总攻。克莱斯·冯·克莱森斯坦因率领下的奥斯曼苏伊士远征军于2月2日从南巴勒斯坦推进到了运河一带。2月3日，他们成功在伊斯马伊利亚附近渡过苏伊士运河。
英军在运河沿岸布置了帝国服务骑兵、比卡内尔骆驼骑兵加上埃及军队和印度山地炮兵，这使得奥斯曼军队中只有两个旅团成功渡河。随后，英军继续集中兵力，迫使土方放弃了渡河的打算。两个土军旅团坚守到1915年2月3日夜。指挥官最终命令他们撤退。土军便有序地退至伊斯马利亚东10千米处的一个营地。
此后，奥斯曼帝国在埃尔-阿里什和安-纳克尔城堡之间保持住了他们的先遣队和哨站并在加沙和贝尔谢巴驻军。之后的几个月间，克莱斯·冯·克莱森斯坦因指挥机动部队发起了一系列的突袭与进攻并试图阻断苏伊士运河的通航。
克莱森斯坦因上校使出了浑身解数以牵制英军。1915年4月8日，他在苏伊士运河设置了一个水雷，但被巡逻部队发现并清除了。1915年5月5日至13日间，他亲自率军冲锋。克莱森斯坦因还下令即将在1916年2月赶到的德国特种部队准备好对运河进行又一次袭击。1915年8月，他将奥斯曼第四军司令部移至艾因索法尔。随后又在耶路撒冷建立了新的司令部并在那儿等待德军专家的援助。奥斯曼帝国的通讯线路在这时已经延至埃及。他们建造了一条长100英里，160公里的通往贝尔谢巴的铁路。1915年10月17日，铁路建成通车。

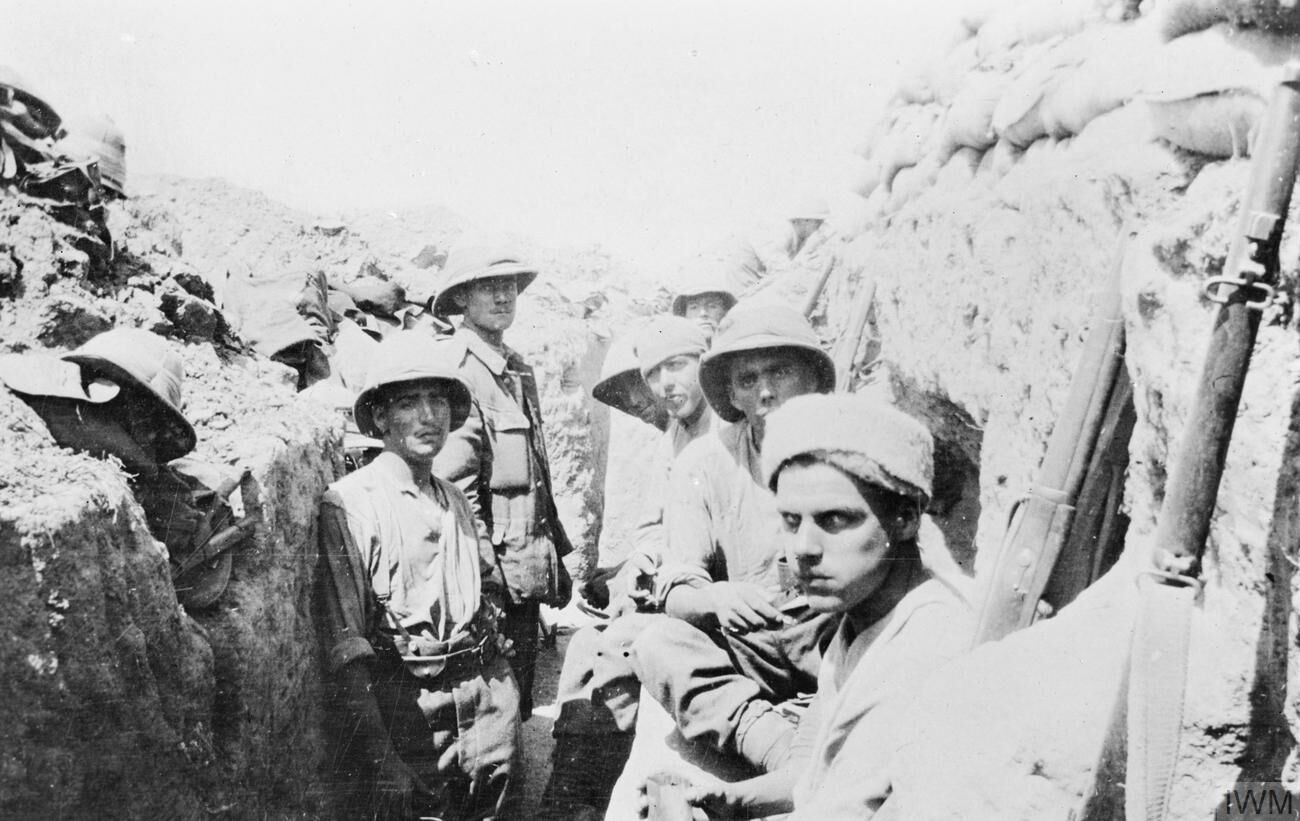
1915年英军赫特福德义勇骑兵队第一队于苏伊士运河战壕。
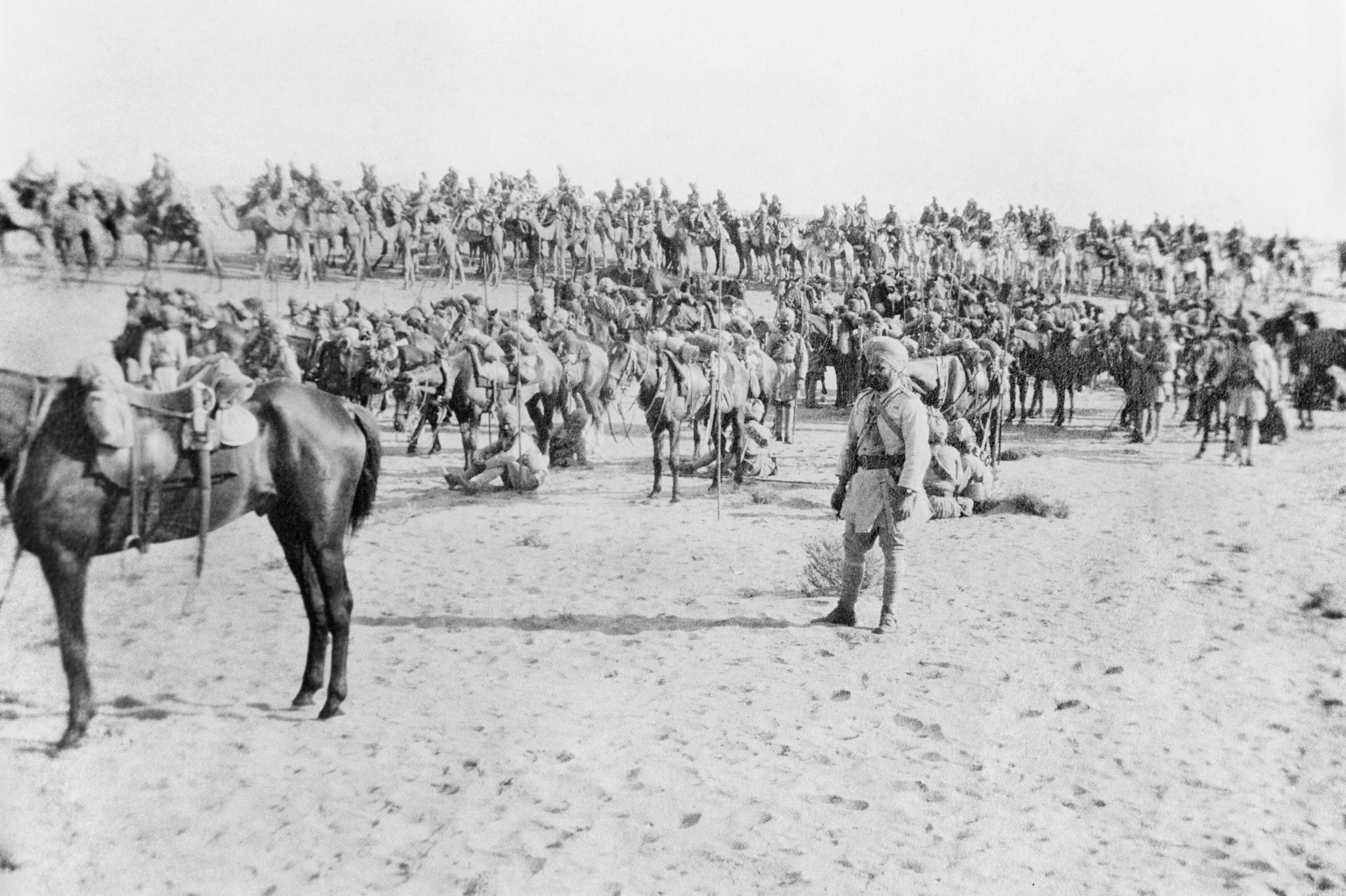
1915年迈索尔和孟加拉枪骑兵及比卡内尔骆驼骑兵于西奈沙漠。
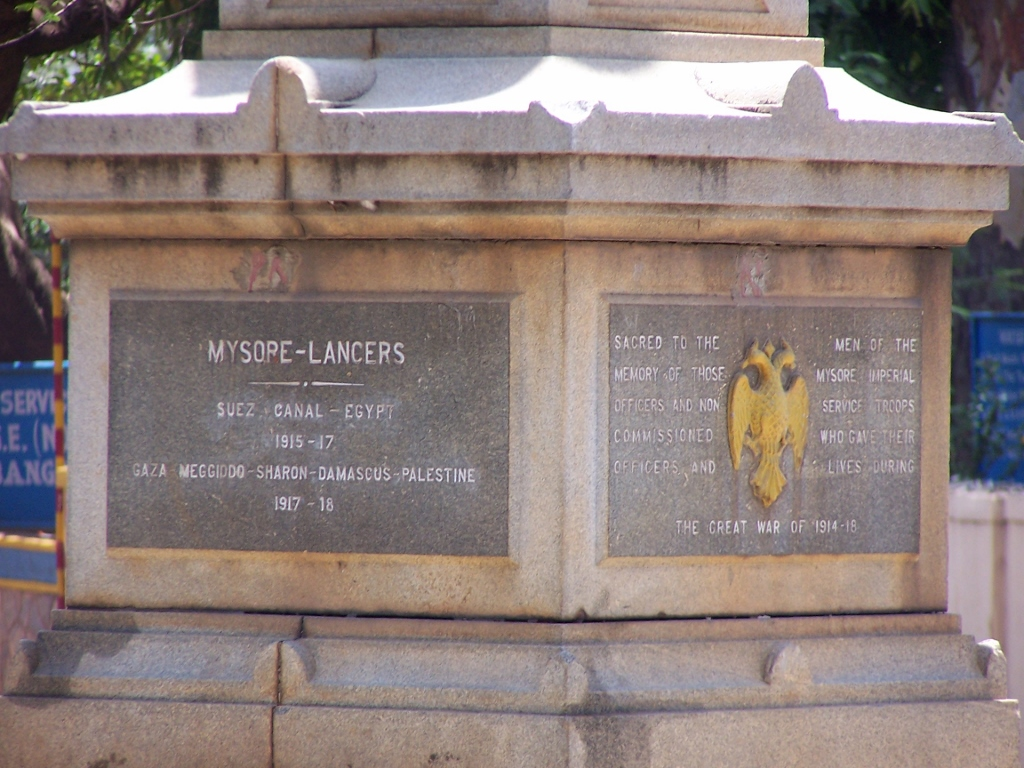
班加罗尔迈索尔枪骑兵纪念碑，纪念在苏伊士和巴勒斯坦牺牲的枪骑兵们

### 英军防御的加固
1914年11月，英国国家战争事务秘书基什内尔阁下认为，克莱森斯坦因的许多袭击已经证明防御苏伊士运河西侧的战略未能获得实效。1915年年底左右，加里波利战役已经接近尾声。英国内阁授权在运河东11000码处建立新的据点。针对远距离枪械进行防御加固并许诺投入更多兵力。
赛义德港成为了新的防守指挥部，在坎塔拉则有一前沿指挥部。防御工事由以下三部分组成:
- 第一、 (南部): 苏伊士至苏伊士卡布里特指挥部 – 大英帝国第九兵团
- 第二、 (中央): 卡布里特至伊斯马利亚费尔丹指挥部 – 澳纽军团
- 第三、 (北部): 费尔丹至赛义德港 – 大英帝国第十五兵团[25][26]

1915年底，驻埃及司令部的约翰·麦克斯韦将军麾下负责指挥埃及三角洲地区、埃及西部沙漠及苏丹的兵员。他还负责上述地区与苏伊士运河的军事管制。英国战争驻亚历山大办公室当时管辖者黎凡特的基地并负责管理在塞萨洛尼基、加里波利、美索不达米亚及印度的兵员。从加里波利战场上撤下来的军队组建起了地中海远征军并由总部驻在伊斯马利亚的阿奇博尔德·默里中将领导。从加里波利撤退后，驻埃及英军的数量达到将近四十万。下分十三个步兵、骑兵师。这些部队被视为英帝国的战略储备。1916年3月，阿奇博尔德·默里阁下受命统帅上述部队，这些部队被冠以新名称----埃及远征军。

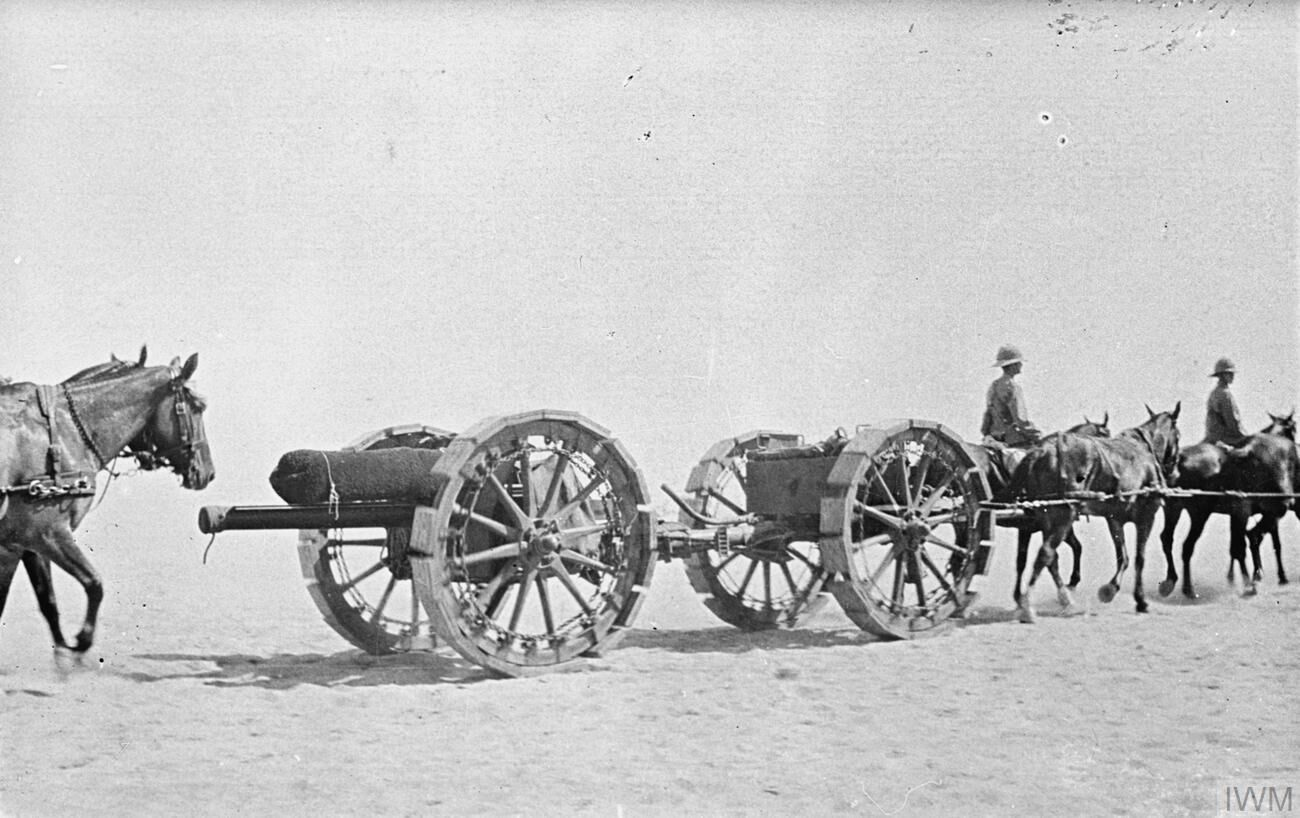
配有防沙轮的18磅野战炮，1916年于苏伊士运河

相比最近刚设立的被动防御工事，默里认为主动占据卡提亚更为划算。战争办公室也认同他的想法。默里还计划进军至奥斯曼帝国边境。但这个更具野心的计划未能受到认同。他认为，进攻并守住埃尔-阿里什和拉法所需兵力小于被动防守苏伊士运河的兵力。 默里估计敌方将有250000兵力穿过西奈，卡提亚地区可以牵制其中80000人。如果奥斯曼帝国以上述大军进攻卡提亚，那么英军将需要非常之大的兵力来守卫苏伊士运河英军因占领了从罗马尼延伸卡提亚及比尔-埃尔-阿布德的绿洲地带，奥斯曼帝国的进攻部队将无法获取可饮水。
默里计划用五万人的戍卫部队驻守卡提亚地区。随后他获得了建造一条引来尼罗河水的水管及一条运输铁路的许可以用于运输步兵师和补给用品。 他还决定清空莫亚-哈拉卜的贮水池。如此，奥斯曼帝国从巴勒斯坦来的部队将无法利用这一设施且不能维持对苏伊士的城镇防御。 上述工事于1916年二月开始动工。铁路以4英尺8英寸标准规格建造，长达25英里。而水管则从坎塔拉延伸至卡提亚。 3月底至4月初，英军已完成16英里长的轨道与轨道侧线的铺设。

### 吉夫贾法攻势

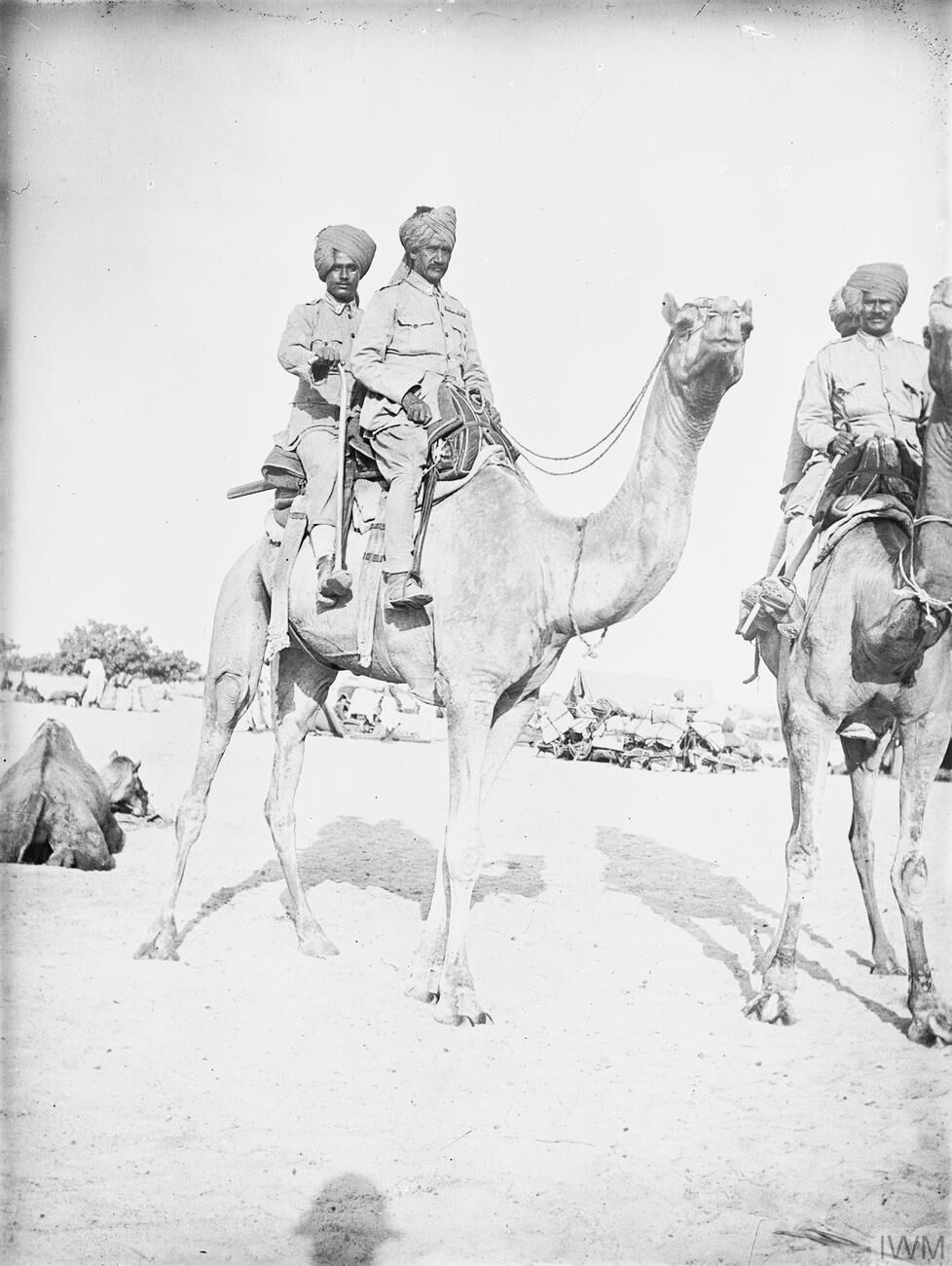
比卡内尔骆驼军, 1918年于埃尔-阿里什

西奈中部大路上尚且完好的贮水池及水井使得奥斯曼军队仍能在任何时候对运河构成威胁。4月11日至15日和4月25日，比卡内尔骆驼骑兵队、10名工程师、12名第八轻骑兵军团士兵、117名第九轻骑兵军团士兵(其中30人为枪骑兵) 以及127名埃及骆驼运输队跋涉了52英里。他们受命于吉夫贾法摧毁钻井、井上的三角架以及水井和水井的抽水设备。行动中，英军俘虏了一名奥匈工程师和其他33人。其中四人负伤。他们还杀死六名奥斯曼士兵。 1916年6月9日，由运河守备部队第二分区中抽调的兵员组成了穆克谢卜纵队。其中包括有第三轻骑兵旅、900头骆驼、非战斗人员、第九轻骑兵军团的一个中队护卫下的骆驼运输队和10名骆驼骑兵。在瓦迪-穆克谢卜，英军工程师将五百万加仑之多的水从贮水池中抽干并将水池封住以防止下个雨季到来时水池被重新注满。米德尔塞克斯义勇骑兵队的一支分遣队于6月14日再次回到此处，随后推进至莫伊亚-哈拉卜。由于西奈中部大路遭英军阻断，奥斯曼帝国的军队只得由北部沿海地带向苏伊士运河进发

### 英军攻占罗马尼

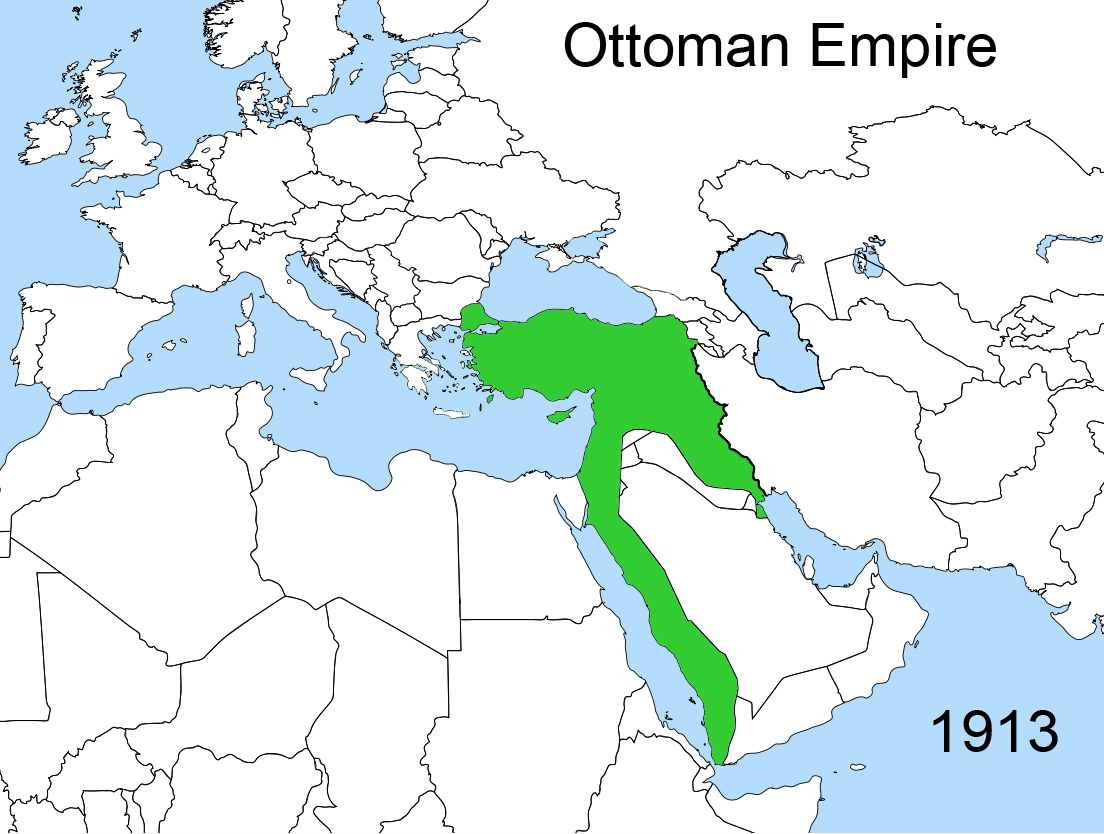
1913年时奥斯曼帝国的疆域

来自德国的奥斯曼帝国部队指挥官克莱森斯坦因于1916年4月23日的复活节周日向英军发动了一场突袭。奥斯曼军袭击了运河东岸以及埃尔-费尔丹车站以北地区。 英军义勇骑兵队第五骑兵大队当时正负责通向罗马尼的守卫供水管道和铁路。当三个军团兵力分散之时， 罗马尼东部的战队在卡提亚和奥格拉提纳遭到土军在人数上的压制以及惊吓并于此役损失了两个战队。
卡提亚和奥格拉提纳攻势中双方为了绿洲地带拼死相搏，证明了绿洲对战斗两方都很重要。奥斯曼帝国军队可以依靠一个绿洲据点来威胁整个苏伊士运河并以两翼包围的策略控制西奈半岛。 卡提亚和奥格拉提纳遭奥斯曼军袭击后，哈里·肖韦尔麾下的澳纽骑兵军团中的澳大利亚第二轻骑兵大队和新西兰步枪骑兵大队受命占领罗马尼地区。在距离坎塔拉23英里的罗马尼，英军展开了进攻性的巡逻及勘察。 澳大利亚第一轻骑兵大队于1916年5月8日到达罗马尼。

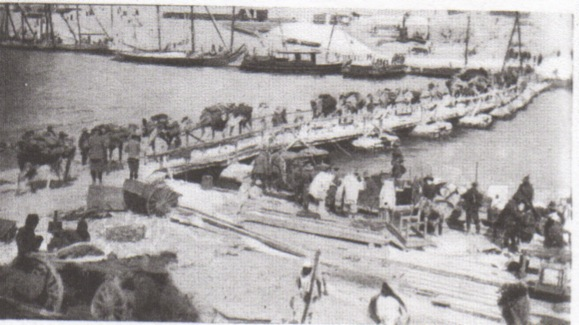
新西兰步枪（来复枪）骑兵旅运输队于1916年3月6日穿过赛拉比尤姆（Serapeum ）的一座浮桥

在铁路和供水管道修筑至贝卢西乌姆车站和罗马尼之前，英军所有的饮用水、兵粮、营帐、弹药以及其他装备必须由骆驼运输队运送。 军中马屎吸引蚊虫等现象让保持供给品的卫生变成了一项长久的挑战。所有垃圾都倒入焚化炉中处置，而食用完的牛肉罐头则需用沙子填满。 这期间，士兵们尽管饮食不佳、气候严酷、身受日下曝晒且缺少休息时间，他们仍必须一直执行巡逻任务。
1916年4月，一切事务都开始快马加鞭。我们营地附近那所挺大的英国航空学校收到命令说要尽快教育出尽可能多的飞行员。我们脑瓜顶上每天就有平均差不多有十八架飞机日夜操练。 声音的嘈杂简直无以言表，但战马们从来不往天上瞧一眼，他们对飞机熟视无睹。以航行时间计算，飞行员的寿命短的可怜。许多人还没学完就死了。我的妻子，当时自愿在伊斯马利亚的一家医院工作。她和她的同事天天都得给这些小伙子缝裹尸布。他们说不定只是在他们人生第一次单独飞行中犯了一点小差错罢了，但这却要他们以生命为代价来偿还。为了这些年轻人，军队可以做任何事。我们奉命让小伙子们骑骑马什么的，有时候我们可谓是绝佳的猎手，就差没能比过萨卢基狗和豺狼了。——班卓·帕特森, 澳大利亚民谣诗人，时任马匹管理员。
1916年5月间，奥斯曼帝国空军飞越苏伊士运河并轰炸了赛义德港。袭击造成了23人伤亡。5月18日，奥斯曼军占领了城镇。英军第五飞行大队上校、萨蒙德则下令轰炸埃尔-阿里什的机场作为对赛义德港袭击的报复。5月22日，英国皇家飞行军团轰炸了运河河道四十五公里开外平行线上所有的敌方营地。 五月中旬，通往罗马尼的铁路建成通车。部署第五十二低地军团所需条件已然齐全。部署后，他们开始着手在沙中挖掘战壕并建立起了一道由多面堡垒点缀而成的防线。防线由地中海沿岸的马赫姆迪亚延伸至罗马尼地区的高地卡提卜-加尼特。
六月，为了回敬英军在罗马尼越来越强的军势，奥斯曼帝国空袭了罗马尼并杀死了隶属第一轻骑兵旅的八名士兵。此外，空袭还造成22人受伤、100匹马失踪。奥斯曼帝国的空军基地当时设置在比尔-埃尔-马扎，距罗马尼东42英里处。

### 1916年5月至6月间英军对西奈半岛的勘察行动
澳纽军团早前已经勘察了从罗马尼甚至奥格拉提纳到比尔-埃尔-阿卜德及比尔-巴育德之间大片地域。新西兰步枪骑兵旅曾花费36个小时，跋涉100公里，完成了对萨尔马纳最远距离的长途突袭。
5月中旬之后，特别是六月中旬至七月底，西奈沙漠的热浪变得难以忍受。每50天左右都会有剧烈的沙漠风暴来袭且会在袭来的后几日之内每日都持续刮风数小时。天空因沙暴而满是浮动的沙子，热风将他们卷向四处。 军队及其指挥官们因不悉风土而在巡逻任务初期备受渴、署之扰。 有一回巡逻，160名队员因上一夜未能入睡且缺少水的摄入，又因回到营地时正是一天中最热的时候而晕厥了过去。

澳大利亚工程师们发明了一种名叫“矛尖”的水泵附件，矛尖可以允许骑兵们以更高的效率勘察多石的沙漠和沙丘，可以说是一项在取水方法上的重大创新。
在一个2.5英寸的穿孔尖管子上铺一层同样穿孔的铜，用滑轮和打桩锤或者锤子将其打入水中。如果长度不够，有必要的话就把管子加长。随后，加上普通的通用压力泵。因实效显著，这种被称为“矛尖”的设备被分发到了每个师团的中队之中。RE部队也携带了一些这种设备。我们的部队凭着矛尖便可以短时间内在沙漠的任何工地取水。（原文如此）
每当发现新的咸水源，军队都会派医疗兵去评测该水源对人和马来说是可饮水还不可饮水。评测完了之后，会在水源地树立标识
六月，第一轻骑兵旅执行了对比尔-巴育德、萨吉亚和奥格拉提纳的勘察任务。受勘察的地域还包括埃尔-吉埃拉工地、乌姆-埃尔-达瓦宁工地和埃尔-穆沙尔法特工地。  第二轻骑兵旅于7月9日在萨尔马纳执行了例行勘察任务。十日后，奥斯曼帝国部队占领了萨尔马纳并集中精力进攻罗马尼。
六月中旬，澳大利亚航空部队第一大队开始服役。B 飞行队负责苏伊士而 A 对则驻在上埃及的谢里卡。C队以坎塔拉作为基地行动。

## 阿拉伯起事
1916年6月初，麦加埃米尔谢里夫侯赛因的军队于阿拉伯半岛南部发动了对在麦加和吉达的奥斯曼帝国戍卫部队的进攻。吉达很快就被攻占，英帝国海军遂得以使用其港口。麦加的战斗则持续了三周。一个人多势众的奥斯曼戍卫部队于塔伊夫坚守至9月，到侯赛因第三子费萨尔攻击麦地那的奥斯曼守军时才投降。英国想要在奥斯曼帝国境内从伊斯坦布尔、大马士革直到安曼、马安、麦地那及麦加，以希贾兹铁路由北至南贯通的这一片地带制造动荡。希贾兹铁路由德国人帮助修建，意在帮助朝圣者。这条铁路不仅是奥斯曼帝国的通讯要道。它还含有以坚硬石材建成的车站并可以被改造成防御据点。北西奈半岛的局势已经开始在这时向英军倾斜。包括大马士革以北巴尔贝克在内，阿拉伯的谢里夫们纷纷向英国求援。 在伦敦，战争办公室希望加剧奥斯曼帝国阿拉伯地区的动荡，于是便劝默里向埃尔-阿里什进发。

## 西奈机动战
1916年八月，罗马尼之战尾声之时，奥斯曼军已然败退至比尔-埃尔-阿卜德。这是他们所控制的罗马尼地区诸绿洲中最后一个。奥斯曼军的主要前线基地则退到了埃尔-阿里什。他们在阿卜德加固了一个前哨站，那儿有一些水井可以提供可饮水。 埃尔-阿里什自1916年6月18日开始受到英军空袭。萨蒙德上校率领的11架隶属第五机群的战斗机袭击了阿里什并穿越海域到达阿里什以东。然后，战斗机群由东南方转向内陆地区。两架在地面的奥斯曼战斗机以及10个机库中的2个遭到轰炸。炸弹波及了其他四人和一些部队。三架英军战机转入内陆，一架则留在海上。
为了向埃尔-阿里什进军，埃及远征军需要大量的弹药补给和一个可靠的可饮水源。在埃弗拉德·布莱尔准将的领导下，英军修筑了一条贯通西奈半岛直达阿里什的铁路和水管，为远征军提供条件。 英军从八月中旬开始按兵不动地等待工事完成。直到马德哈巴之战打响为止。期间的四个月未尝发生大的战事，对澳纽骑兵师团来说可谓是一段休整期。 然而，骑兵师团忙于给工事提供掩护和在新占区巡逻，他们还要执行勘察任务来帮助航空测绘以提高新占区地图的质量。
8月19日，第五轻骑兵团第二轻骑兵旅在巡逻途中发现了68名濒死于饥渴的奥斯曼帝国士兵。英军并未攻击敌方，而是给予其水以车马。该部队指挥官在马上指引奥军士兵行进了5英里（8公里），他们穿越了深沙地带，直至有交通运输之地。
英军步兵在铁路沿线修筑要塞，加固工事。他们筑成了一为其庞大军管机构而设计的，适用于机动战的军事基地。以支援澳大利亚新西兰（Anzac）骑兵以及第五十二低地兵团。
带有铁丝网的道路使得步兵的行进难度有所缓解，这些道路同时也为埃及劳工军团，轻型车辆，车辆，以及急救车提供了方便。这些道路相对来说可谓牢固，不至于塌陷。铁丝网路由一英寸的网线筛网丝并排铺开而成，然后用钢或木制钉子将其边缘钉入沙中以产生一道相对清晰的轨迹。
尽管前线英军已经行至西奈半岛，据守苏伊士运河仍是必要之举。第十二轻骑兵团在守卫运河时还不忘在食堂纪念了加里波利战役。截至1916年9月，德意志帝国与奥斯曼帝国达成共识，增加奥斯曼在欧洲战场的兵力，同时，德国与奥地利则强化其对巴勒斯坦地区奥斯曼军队的援助。
1916年9月1日，德军空军轰炸了赛义德港，三日后，英军向比尔-埃尔-马扎发动空袭作为回击。9月7日，英军再次空袭了马扎。9月18日，作为进军西奈计划的一部分，澳大利亚空军中队的“B”队将其飞机庫从苏伊士移动至马海姆迪亚(Mahemdia，距罗马尼4英里)。9月27日，“C”队移动至坎塔拉。

### 东部军成立
1916年10月，英军威廉·罗伯森陆军元帅在一封致阿奇博尔德·默里的信中阐明了英军“在西线呈进攻态势，于其他战线皆呈守势。”的战略部署。在被动防守的战略大背景下，英军少将查尔斯·多贝尔受命为东线部队总指挥并管辖所有部署在苏伊士运河及西奈沙漠的部队。多贝尔的指挥部设在伊斯梅利亚，他将战场上的英军分为两部----运河守军及沙漠纵队。10月，东线军开始在西奈半岛及巴勒斯坦边境展开行动。最初英军仅仅建造了几条横穿沙漠的铁路及供水线。埃及劳工军团以每月24公里的速度建造了铁路，英军前线也以同样的速度迈进。10月19日，澳新骑兵军团的指挥部已设在比尔-埃尔-阿卜德。24日，第五十二低地军团与他们进行了合流。

### 突袭马扎
1916年9月16至17日，第二、三轻骑兵旅，帝国骆驼骑兵旅第一营，新西兰机枪队以及香港、新加坡炮兵组对比尔-埃尔-马扎进行了武装侦查。英军没能在这次行动中于通讯线最大范围内俘获奥斯曼在马扎的两千守军。土军因壕沟齐备，战意昂扬，英军遂于炫耀了威势后他们返回了澳新骑兵军团的大本营。不久，土军自动放弃了马扎。根据轻骑兵第二旅的报告，该旅第五团遭防空炮击而造成1人死亡，9人受伤。轻骑兵第三旅的报告中显示骆驼兵和炮兵组因行军迟缓而没能实际上参与到战斗中来。第1、14飞行中队的飞行员确认了轻骑兵所受到的防空炮击，他们称，由于地面战过于激烈，土军采取了极端手段（使用防空炮打击骑兵）。土军随后撤退至瓦迪-埃尔-阿里什，他们在拉赫凡(Lahfan)及马格达巴(Magdhaba)有戍卫部队。

### 突袭马加拉丘陵
在英帝国联军行进过程中，罗马尼以南80千米处据守比尔-埃尔-马加拉的奥斯曼帝国军队对他们的右翼形成了威胁。A.G.达拉斯少将受命率领八百澳大利亚骑兵、四百伦敦义勇骑兵、六百骆驼兵以及从埃及骆驼运输队调来的四千五百骆驼外加陆军医疗兵团的两百匹骆驼。该纵队于1916年10月13日开始向马加拉进发。
到达目的地后，第十二轻骑兵团A，C两中队被部署在中央，第十一轻骑兵团和义勇骑兵则在左翼，于丘陵山脚下下马驻扎。他们出其不意地爬上了山顶并镇住了土军守军。但没能占领主要防守据点。第十一骑兵团俘获了7名土军士兵及3个贝都因人。达到震慑目的后，10月17日起英军向大本营回撤。21日，他们到达了位于铁路末端的苏伊士运河畔费尔丹。

### 贝尔谢巴空袭
根据英军空中侦查照相显示，在遭到更剧烈的空袭后，截至1916年10月2日，德军在埃尔-阿里什的飞机库已不复存在。至10月15日，埃尔-阿里什上空已不再有防空炮的痕迹，土、德两军在该地的人员减少是显而易见的。于此同时，英军的铁轨铺设已经过了萨尔玛那。在当地，英军当时正在建设一前线机场。第一飞行中队参与了对埃尔-阿里什及马格达巴的空中侦查，第十四中队则负责拉法（今巴勒斯坦加沙地带靠埃及边境一城市）。
11月10日，一架马丁希德(Martinsyde,英国飞机生产商)及9架B.E's 加满汽油，装上炸弹，一大早自坎塔拉和马恒姆迪亚出发并于比尔-埃尔-马扎以西的穆斯塔别集合。澳大利亚人在该处组建了当时英军在东线战场最庞大的空军中队。准备完成后，向贝尔谢巴进发。在彼处，他们遭到土军防空部队的高爆及榴霰弹攻击。马丁希德制轰炸机于敌军机场正中扔下了一枚100磅的炸弹，2枚20磅重的炸弹落在了帐篷上。其余的则让通往贝尔谢巴的铁路及车站领受了。德军福克及阿韦迪亚克战机虽然起飞参战，但一败涂地。该空袭中，英军飞行机全数安全返回。两日后，德军一架战机轰炸了开罗以报复此次行动。

### 马格达巴之役

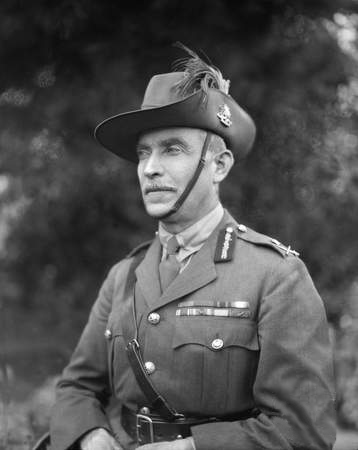
哈里·肖韦尔

至1916年12月21日，由澳军哈里·肖韦尔指挥的帝国骆驼骑兵及澳新骑兵中的部分人员在一夜行军48公里后，已进驻土军撤退后的埃尔-阿里什。土军在马格达巴的前哨站位于西奈沙漠以南约29公里处。该哨站是英军从西奈半岛进入巴勒斯坦的最后一道屏障。由切特伍德率领的沙漠纵队亦于是日合流。在于切特伍德商量后，肖韦尔带着澳新骑兵率先攻击了在马格达巴的土军。他们于12月22日午夜出发，23日，他们已经看到几英里外土军的炊烟。
肖韦尔命第一轻骑兵旅留驻身边，新西兰来复枪骑兵旅及第三轻骑兵旅分别从马格达巴的北面及东北面切断土军撤退的后路。同时，骆驼骑兵负责攻击土军的防御堡垒。由于榴霰弹的猛烈炮火，骆驼兵不得不转移至瓦迪-别德。至23日中午，英军的轻骑兵、骆驼兵、机关枪兵及荣誉炮兵连全数参与鏖战。尽管土军伪装了6个碉堡，英军的空中侦查早已发现了他们的位置。
12月23日晨间的血战后，肖韦尔于下午一时获悉马格达巴大部水域仍处于土军控制之下。据传，他曾决定就此撤退。但在于切特伍德的一番通话后，所有英军部队又开始发起进攻。土军则呈颓势。第一轻骑兵团和新西兰来复枪骑兵团俘获了土军百名士兵。到是日下午三时半，土军开始陆续投降。截止四时半，马格达巴戍卫部队损失惨重，城池陷落，全体投降。英军损失了22名士兵，计121人受伤。战役以英军胜利告终。

### 拉法之役
1917年1月8日晚间，沙漠纵队的骑兵单位（包括澳新骑兵分队、骆驼骑兵旅、第五义勇骑兵旅、第七轻机动车巡逻队及炮兵）从埃尔-阿里什出发，并与1月9日向驻扎在拉法的奥斯曼帝国戍卫部队发起进攻。英军将部队推进至与当时奥斯曼帝国接壤的西奈半岛北部。大卫·劳合·乔治内阁命令他们趁热打铁发动更猛烈的攻势以支援1916年以来的阿拉伯人起事。接下来，菲利普·切武德受命率领英军沙漠纵队清除了土方在海岸线上的哨站。1月9日晚，英军以71人死亡，415人受伤的代价攻陷了拉法。土方则有200人死亡，1600人被俘。
西奈方面最后两场战斗奈克尔突袭战、哈桑纳突袭战于1917年2月结束。皆以英军胜利告终。

## 巴勒斯坦战役概况
巴勒斯坦战役始于1917年初。当年十月底至十二月底的英军攻势北向进入并占领了奥斯曼帝国延伸达600千米深的地带。1918年2月至5月的英军行动将战场扩展至外约旦地区，随后约旦河谷战役也打响了，同时，英、土两军从约旦山脉到地中海岸陷入了胶着的堑壕战。1918年9月，英军发动了最后一次攻势，10月30日，对战双方签署了停战协议。
西奈战役结束后，英军成功地排除了任何同盟国由陆路进攻埃及的可能性。指挥官阿奇博尔德·默里将军此时接到命令让他将部下的第42步兵师移动至西线战场以满足英国的战略需要。但1917年2月26日在法国加莱的一场英法会晤中，双方决定两线作战。于是默里在没有42师的情况下接到了作战命令，这使得他在3月26日才得以按照计划进军加沙。英军在占领区的基础建设，包括铁路、碎石路、铁丝道、草丛道等保障了其守备能力。加沙距他们仅20英里远。步兵跋涉需花费5至6个小时，骑兵慢步则为2小时左右。

### 赛克斯-皮科协定及圣·让·德·莫列讷协定
自英军得以踏入巴勒斯坦之地起，他们就需要考虑法国方面的诉求。其原因则是法方对于巴勒斯坦和叙利亚的战略兴趣。早在1916年5月16日时，英国的马克·赛克斯爵士在研究了美索不达米亚和叙利亚的相关问题后，与前法国驻贝鲁特领事弗朗索瓦·皮科达成了一项协定。其内容规定，英国将占有巴勒斯坦，而法国则占领叙利亚。另外还将有一全副武装的法军分遣队被差遣至埃及远征军帐下。
最初，意大利也曾试图派遣军队参战，但遭到其盟友回绝。不过在之后的莫列讷协定中，协约国保证意方能够参与巴勒斯坦战事结束后的谈判事宜。1917年4月9日，意大利驻伦敦外交官古列尔莫·因佩里亚利获悉意方被允许派遣300人左右的部队，且其作用也仅仅是象征性的。最终，五百名意大利士兵参战，其中包含了意大利的狙击兵Bersaglieri。其主要政治角色为“维护意大利世世代代有关耶路撒冷和伯利恒的教会的宗教特权”。1918年秋，英军的艾伦比曾向意大利要求更多援助，虽然意方口头应承，但未曾有实际作为。

### 东部军重组
自从东兰开夏第42步兵师被调往西线后，其原本在埃尔-阿里什的位置由威尔士第53步兵师及东英格兰第54步兵师。另外，在埃及的无马匹的义勇骑兵还组建了义勇第74步兵师。第6和第22骑兵旅从希腊的萨洛尼卡前线来到埃及后沙漠纵队便开始了其重组。重组后的第22骑兵旅归属于澳新军团，第6骑兵旅归属义勇骑兵军团。
截至1917年3月，东部军的查尔斯·多贝尔将军麾下直属部队包括低地第52师、东英格兰第54师和帝国骆驼骑兵旅。菲利普·切武德指挥的沙漠纵队则由威尔士第53步兵师，肖韦尔的澳新骑兵师（由第1、2轻骑兵旅组成），新西兰步枪骑兵旅，第22义勇骑兵旅，及霍奇森的帝国骑兵师（由第3、4轻骑兵旅，第5、6骑兵旅和2支轻型车巡逻队组成）。第3轻骑兵旅因为不再隶属于澳新骑兵而倍感不满，因为这一隶属关系也代表着他们在加里波利战役中的功勋。

### 土军组成
1917年2月，英军情报显示奥斯曼帝国由高加索战场调来了第三骑兵师，还从色雷斯调来了第16步兵师。他们加入了该地区原有的分布在19英里长的加沙至贝尔谢巴地带的三个步兵师。土军第四军的兵力大约为8千人。克莱森斯坦因将其分开布置在加沙和贝尔谢巴两地。然而其大部则留在了泰尔-埃什-沙利亚（Tell esh Sheria）和杰玛梅（Jemmameh）。3月中旬，第53步兵师从雅法南下增援上述部队。七个营组成的加沙的戍卫部队当时可以收集到大约3500支步枪。德军的哈尔贝施塔特航空厂战斗机中队的支援使得其在战场上对英军呈制空优势。当时的土军据信于加沙和泰尔-埃什-沙利亚地区持有重机枪支援的计7000支步枪

## 加沙之役

### 3月26日第一次加沙战役

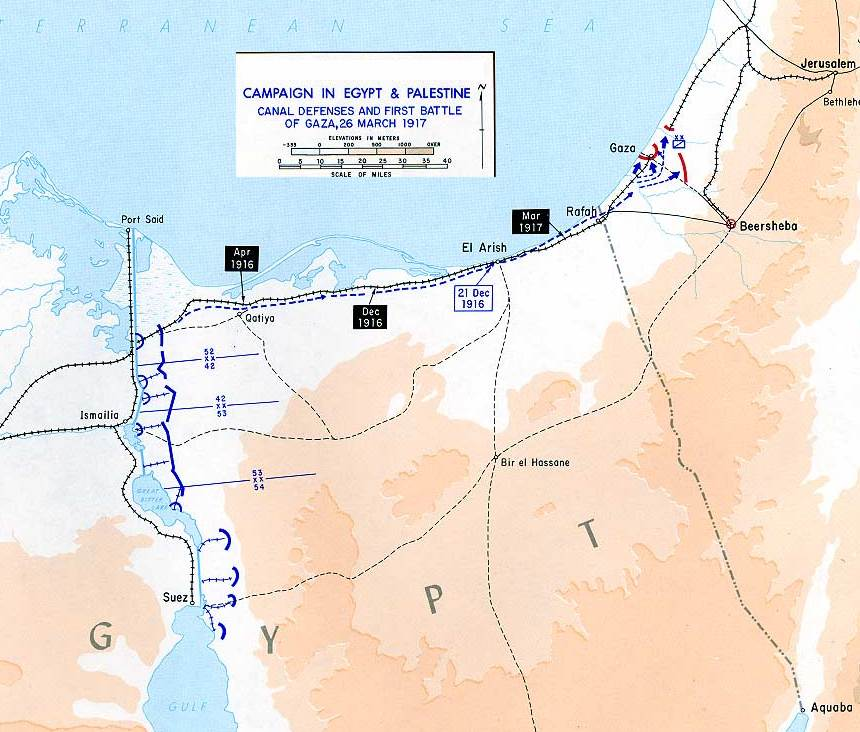
1917年加沙攻势，图中展示了苏伊士运河上的防御工事和穿越西奈沙漠的通讯线

奥斯曼帝国的军队放弃了其南部沿地中海地带的小块土地并撤退到了加沙。他们以强大的兵力驻守在从加沙到贝尔谢巴之间的地域。防线向东北、东南、东方面分别延伸到哈雷拉、泰尔-埃什-沙利亚、杰玛梅、泰尔-埃尔-奈吉勒、胡伊以及贝尔谢巴。
沙漠纵队联同尚未组建完成的帝国骑兵师阻止了土军援军的进路，导致他们无法与加沙守军汇合。于此同时，威尔士第53步兵师与3月26日在第54步兵师一个旅的增援下对加沙城南一防卫完备的堑壕发动了攻势。其日下午，澳新骑兵参战后，天平很快倒向了英军。大部分进攻目标被成功占领。入夜后，指挥官在尚未知晓具体斩获的情况下便下达了撤退命令。伦敦方面收到多贝尔和默里的报告，获悉英军大获全胜后，命令他们继续进军耶路撒冷。然而，英军当时并无足够能力占领耶路撒冷，因为他们还需突破加沙地带土军的防御。

### 战间期
我们将营地从迪尔-布拉村上的一个山岗移动到了海边的淡水湖边一处人迹罕至的林子里。树木啊、一片片打结的匍匐植物啊、还有灌木丛还能隐藏我们的野战炮兵连以及成吨的炮弹和高爆物。我们后方就是辎重和骑兵。和我们保持联系的步兵则处在我们前方的堑壕中。土耳其人的据点、战壕以及堡垒就在我们边上，真是可笑。棕枝主日（四月一日）那天，当我们穿过了平原和一些山坡，到达我们的新据点时，漫天都是土耳其人的高爆炮弹。但这些炮弹好像打得漫无目的，接下来的周一，也是这么个情况。战机和防空炮几乎是无时无刻都在轰轰作响。之后那天，4月3日，土耳其佬开始进攻了，好在我在这场戏中有个“前排座位”，还能看到我军击退了他们的步兵冲锋嘞。——约瑟夫·麦克弗森，埃及骆驼运输队员
由棕榈和橄榄树林包围的迪尔-埃尔-贝拉位于汗-尤尼斯东北5英里（8公里）处。它同时处在相对于加沙以西南8英里（13公里）的地方。英军从该处到沙利亚和贝尔谢巴的巡逻未曾间断过。在此，第一轻骑兵旅从新加入如了澳新骑兵师。英军向每个中队配发了霍奇基斯机关枪，由此大大增强了其骑兵单位的火力。他们还在歇战期间对如何使用机关枪以及防毒面具进行了训练。阿奇博尔德·默里和英军总参谋长威廉·罗伯逊都认为第一次加沙战役中土方的损失更为惨重。西线战场，陷入法国的胶着战事的协约国鼓励默里于4月2日向耶路撒冷发动总攻，以便提升各战场的士气。至4月18日，西线的尼维尔攻势未能取得成功，而二月革命后上台的俄罗斯克伦斯基政府的虚弱也致使奥斯曼帝国能调动兵力增援其在巴勒斯坦和美索不达米亚的战事。U型潜艇开始以每日13艘的速度击沉英军舰艇。而这一数据于1916年的均值仅为3。在如上所述情况下，仍然接到进攻耶路撒冷命令的默里责无旁贷----他的报告致使英军误判了南巴勒斯坦的形势。

### 第二次加沙战役
第一次加沙战役是由骑兵单位以迅速的震慑战术完成的。当时是加沙由一处在地中海向东延伸的防线上一侧的戍卫部队分遣队守御的。第一次和第二次加沙之战中间的三周内，加沙迅速发展为从哈雷拉-加沙-贝尔谢巴这一防线上防御最为稳固的据点。奥斯曼守军不但加深了前线战壕的宽度和深度，他们还在理想位置建造了可以互相防御的堡垒。第二次加沙战役的形势主要呈现为步兵穿越开阔地带正面进攻敌方牢固的工事，骑兵则扮演支援的角色。另外还有一支由八辆Mark I坦克组成的分遣队携带着4000枚4.5英寸毒气弹以增援步兵。坦克被布置在最前面以掩护其后行进的步兵，但一旦坦克受到攻击，步兵也会连带伤亡。最后有两辆坦克成功抵达敌方据点。尽管战斗开始的40分钟内，英军向一处林地炮轰了毒气弹，就其结果来说差强人意。
奥斯曼帝国强固的工事和其士兵的意志击退了英军埃及远征军，简称EEF，的进攻。远征军本来拥有继续进军巴勒斯坦的能力，而在战场战役后，这一能力受到了磨损。指挥EEF的默里和指挥东部军的多贝尔在战役结束后被解职并召回英国。

### 南巴勒斯坦僵局
1917年4月至10月，英土两军在加沙至贝尔谢巴战线/防线上深入挖掘了战壕并原地驻守，其战壕的防御在加沙、贝尔谢巴的集中处尤为坚固。战线中间的阿塔维纳、香肠领、哈雷拉以及泰阿哈的工事互为犄角，几乎可以俯瞰平原地带，发现任何掩护伪装，致使英军无法发动正面攻势。堑壕的形制与西线战场差不多，惟其侧翼有开口处且不如前者深而已。

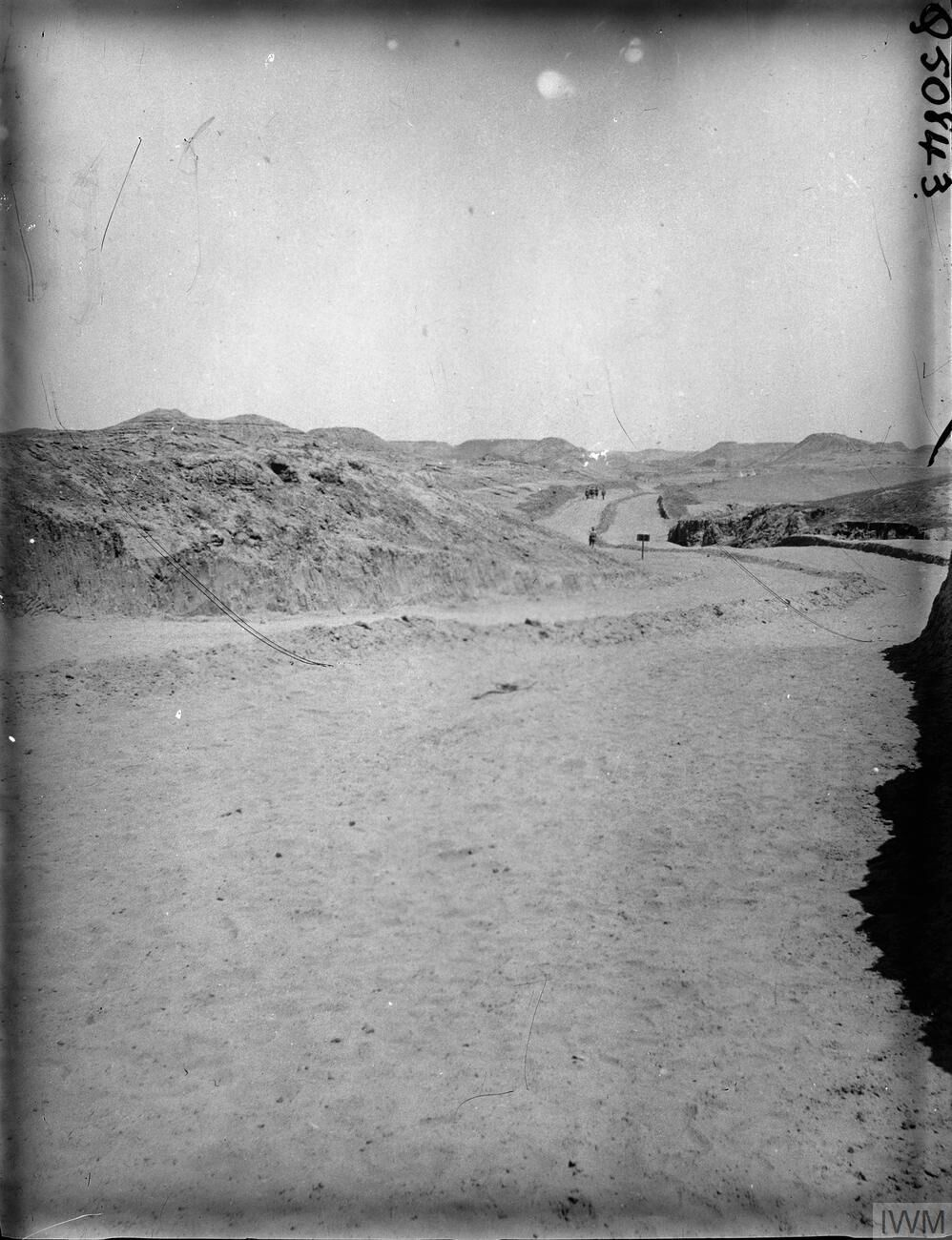
舍拉尔道

对战双方在僵持期间都重整了军队并有新指挥官上任。六月土军组建了耶尔德勒姆军（或称雷霆军、F军），由德国将军埃里希·冯·法金汉指挥。英军埃及远征军由艾德蒙·艾伦比代替阿奇博尔德·默里指挥。艾伦比随后将指挥部分立在两处，一处在开罗以便管理埃及，战斗指挥部则设立在汗-尤尼斯。整个远征军被他重组为两个步兵军和一个骑兵军。1917年10月28日，EEF大约有兵员五万，另有七万无编制的埃及人。
奥斯曼帝国由贝尔谢巴至哈菲尔-埃尔-奥贾以及科赛玛的通讯线路于1917年5月23日遭到澳新骑兵军团工程师部队的严重毁坏。工作时，两个骑兵师在旁掩护。1917年10月22日，在经过六个月的僵持后，英土两军在埃尔-布卡尔（El Buqqar）附近发生冲突，英军获得胜利。

## 南巴勒斯坦攻势

### 10月31日贝尔谢巴之役

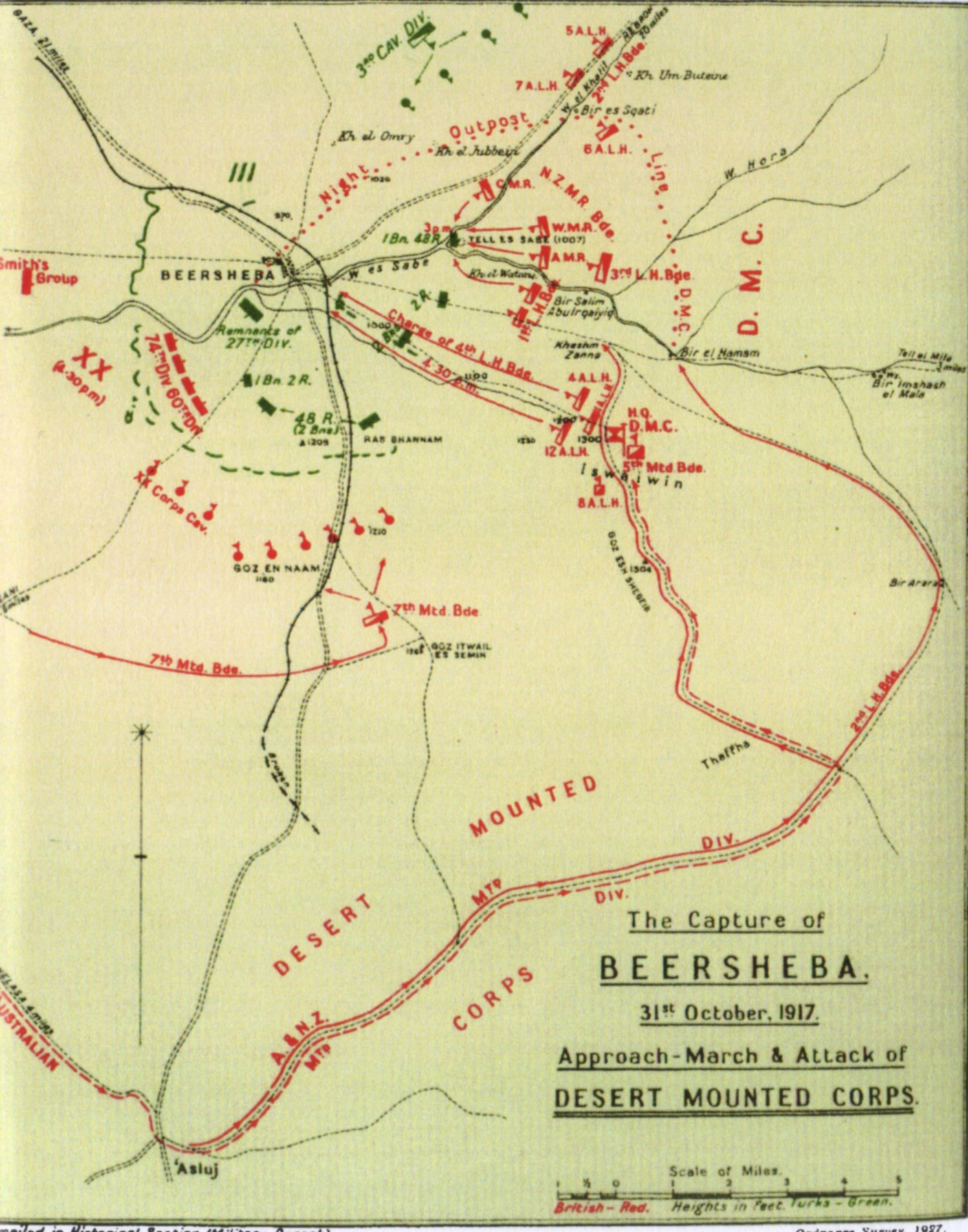
贝尔谢巴战况图

英军向奥斯曼第三军在贝尔谢巴的指挥部发动的进攻是南巴勒斯坦攻势开始的标志。贝尔谢巴城保有4400支步枪、60支机关枪和28门野战炮，另有长枪骑兵和步兵兵团守卫。土军分布在贝尔谢巴向西北、西、西南三方延伸的堑壕中，受到其保护。这一半圆形的防御阵还包括了视野良好的堡垒，一直延伸至距离城市4英里（6.4公里）处。在贝尔谢巴以东的泰尔-埃尔-萨巴还有土军第48团和一个机关枪组。发动攻势的英军则有47500支步枪，分布在威尔士第53步兵师、伦敦地方自卫队第60步兵师以及义勇第74步兵师。随之而来的还有爱尔兰第10步兵师、伦敦郡第二义勇骑兵团（威斯敏斯特龙骑兵）、以及澳新军团、澳新骑兵下的15000名士兵。
英军制定了周密的计划并保障了步兵的行进。第60、74师在绕城25至35英里（40至56公里）后，受命从西面进攻贝尔谢巴。澳新骑兵则从城东发动进攻。当英军轰炸并占领了1070高地后，他们得以将枪支前移以便攻击防御贝尔谢巴的堑壕，步兵便开始了进攻。白刃战一直持续到当日13:30左右，土军的西侧堑壕陷落。同时，澳新骑兵切断了贝尔谢巴以北通往希伯伦和耶路撒冷的道路，以阻止土军增援和撤退，并开始攻击泰尔-埃尔-萨巴。萨巴的坚固堑壕一开始由新西兰步枪骑兵旅负责进攻，10:00开始第1轻骑兵旅开始增援前者。第3轻骑兵旅随后也收到指令增援澳新骑兵在萨巴的战事。但在第3旅到达之前，澳新骑兵已然于14：05分发动总攻并于15：00攻下了泰尔-埃尔-萨巴。
下马后的第1、3轻骑兵旅以及鞍上的第4轻骑兵旅接到了对贝尔谢巴发起总攻的命令。当第4轻骑兵旅和新南威尔士第12轻骑兵团接近射程范围内的土军步兵时，一部分马匹遭到了快速的步枪射击。第4轻骑兵旅大部分战斗人员下马跳入堑壕，而第12轻骑兵团则跃过堑壕直捣城内的戍卫部队。
1917年10月31日，英军成功占领了贝尔谢巴城。

### 贝尔谢巴战役后续
（艾伦比），你打算用尽全力迫使土军将兵力调往巴勒斯坦地区以减轻莫德的压力。同时，你还想利用阿拉伯人起义的时机（对土军给予打击）。至于能在何种程度上安全地执行这计划。你手下兵员不会再增加了这一事实或许是该问题关键的参考吧。——罗伯逊致艾伦比，1917年11月2日

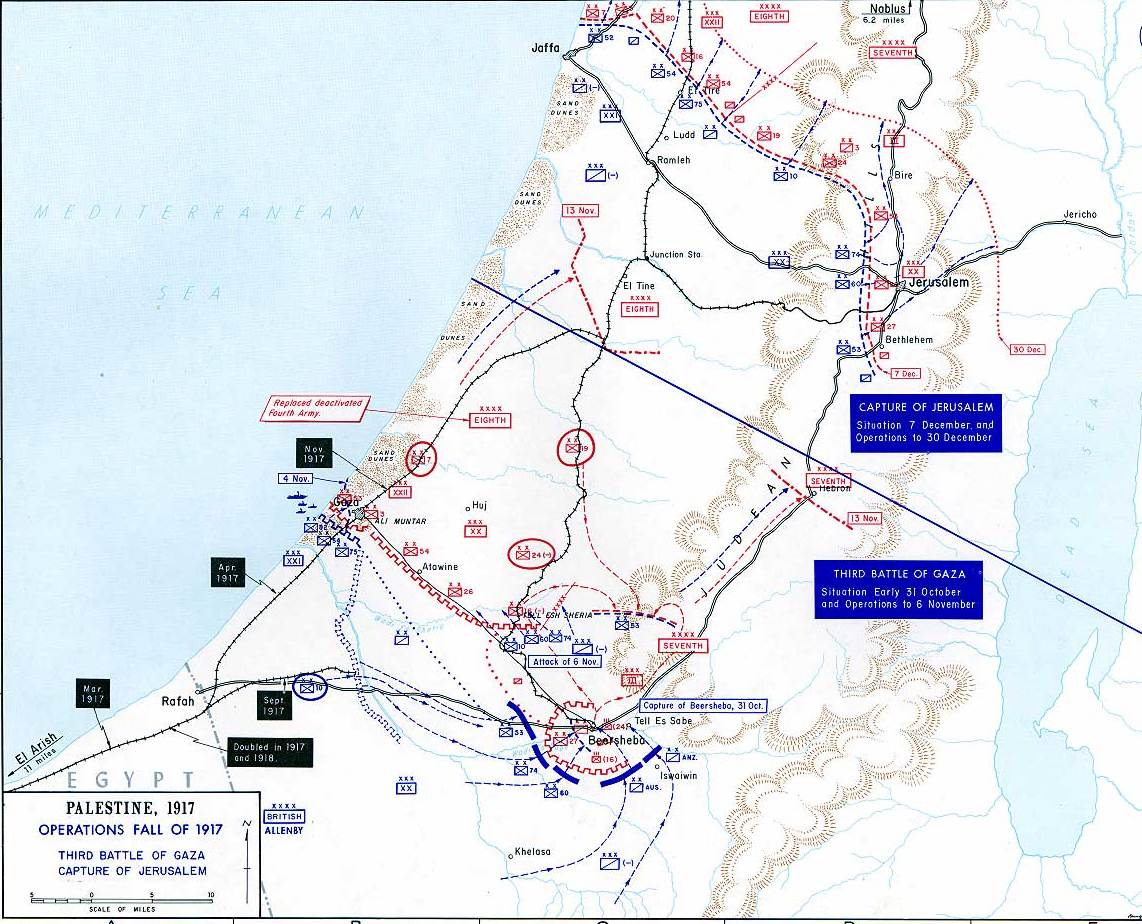
艾伦比攻势，1917年11月至12月

贝尔谢巴虽然为英军所攻破，土耳其后方的部队在犹太山脉、哈雷拉、沙利亚、平原地带、香肠岭以及加沙的抵抗挡住了埃及远征军的进路并使其陷入苦战。期间，在后卫部队的掩护下，土军得以有序撤退，而后卫自身也在11月6至7日趁夜遁走了。11月8日，义勇骑兵对胡伊地区的土军后卫发动了冲锋。艾伦比还命令埃及远征军追逐并俘虏奥斯曼第7、第8军，但这一计划也遭土军后卫的阻扰而未能完成。
泰尔·埃尔·库维尔斐之战对英军来说是突破土军加沙-贝尔谢巴整条防线的一战。因为该战役致使土军储备被逼到庫维尔斐，以致他们无法支援哈雷拉和沙利亚的战线。同时，这也对耶路撒冷构成了威胁，并对奥斯曼帝国的指挥层构成了巨大压力。于是，土军将大量部队从沙利亚东调，以防卫庫维尔斐至耶路撒冷之间的道路。但这一行动使得他们无法再帮助加沙的守军。在削弱了沙利亚的土军之后，英方便得以派遣两队步兵师和一个骑兵军去进攻剩余的土耳其军队。英军计划把他们击败并向北驱逐至贾法。

### 向贾法和犹太山脉的行军
奥斯曼帝国第8军的四个师曾试图于1917年11月12日在贾法至耶路撒冷铁路的关键枢纽站瓦迪-萨拉处抵抗英军澳洲骑兵师和其他两个旅的行进。11月13日，埃及远征军对处在一道匆匆建立的自然防线上的2万土军发动了进攻。21军的低地第52师和第75师在阵列中央，澳洲骑兵师在右翼，澳新骑兵和义勇骑兵师在左翼。在第6骑兵旅的冲锋下，位处中央的步兵取得了优势。11月14日新西兰步枪骑兵于阿云-卡拉击败了土军后卫重镇----奥斯曼第3步兵师。在这一系列失利后，土第8军放弃了贾法的防卫，途径纳尔-埃尔-奥贾而撤退了。土第7军则向犹太山脉撤退以守备耶路撒冷。两支部队向后退了大约50英里，计80公里。这使得他们损失了1万战俘、100挺机枪并引起了惨重的伤亡。

### 耶路撒冷之役
11月17至24日的纳比撒母耳战役标志着耶路撒冷攻城战的开始。伴随着这场战役，贾法战役于12月21至22日间打响了。战役的末尾则是12月26日至30日的耶路撒冷守城战（英军防守）。整场战役以英军成功占领耶路撒冷而告终。对战双方为：大英帝国第20、21军、沙漠骑兵军。奥斯曼帝国位于犹太山脉的耶尔德勒姆军团的第7军，位于贾法以北和地中海岸的第8军。
12月9日，奥斯曼军队撤出了耶路撒冷，英军入驻。12月11日，英军的艾德蒙·艾伦比将军步行穿过贾法门踏入了耶路撒冷旧城以表示对圣地的敬意。这也使他成为多个世纪以来首位掌控耶路撒冷治权的基督徒。土方总指挥杰马尔帕夏在这场战役后退出了战局并回到了君士坦丁堡，尽管他早已将实际指挥权委托给德军的克莱森施坦因和后来的法金汉。

## 1917年末-1918年初的冬季

### 占领区管制
在获得埃及远征军的领导权后，艾伦比很快加入了行伍并将埃及政治、行政方面的问题委托给了英国政府派来的专员。艾伦比随后任命了巴勒斯坦首席行政官。他把该国分成了四个区：耶路撒冷、贾法、马吉达勒和贝尔谢巴，每个区都有一名军管。如此一来，人们的急需品得到了保障。谷粒、牲畜也得以进口、配发。军事银行提供了条件宽松的金融服务。英军发行了稳定的货币，邮政服务也恢复了运行。1918年1月15日，艾伦比向英军情报机关做了有关占领区不同宗教信徒对于英军的看法。法国人试图在耶路撒冷建立法国保护领，法国、意大利的神职人员之间起了一些纷争。至于军事管理，艾伦比坚持唯有英方有此权利。

### 战略决策
1917年末，英军占领耶路撒冷的军事目标已全数完成。土德两军对巴格达的军事行动由此受挫。土军用上了最后的后备兵力，而英军的士气则得到了提升。首相大卫·劳合·乔治希望能在1918年让奥斯曼帝国彻底退出战争，因此，他命令密鲁特第七步兵师前往巴勒斯坦。不过当时舆论认为，德军在法国取得的胜利和俄罗斯罢战的影响将使得英军无法推进至君士坦丁堡。即使阿勒颇和大马士革落入英军囊中，君堡仍将与英军相隔数百英里。退出战争的俄罗斯舰队在战略上变得无足轻重，使得英军放弃了达达尼尔海峡的进攻计划。
英国最高军事委员会授权英军彻底击败并粉碎所有奥斯曼帝国的军队和军事抵抗，英方宣称，奥斯曼帝国的灭亡将会对整体军情产生深远的影响。1918年2月，扬·史末资将军受命与艾伦比共商这一决策的具体实施方案。法国则要求所有在法国战场上的英军不得被调离至埃及远征军。史末资告知艾伦比，英军打算从法国调来另一支印度骑兵，从美索不达米亚调三个步兵师，外加炮兵和空军。他还建议艾伦比越过约旦河并占领汉志铁路以便迂回进攻大马士革。

## 犹太山脉军事行动
1918年3月8日至12日的泰尔阿苏尔战役将埃及远征军的前线从地中海岸推进至約旦河谷北侧的阿布泰鲁勒和穆沙拉贝。艾伦比的右翼虽然安全的仍非足够宽绰来实施对汉志铁路的进攻，英军仍需要更多地域以加强其纵深。此次行动中，英第20、21军将奥斯曼第7、8军北推至纳布卢斯并占领了拉斯-埃尔-艾因。

### 贝鲁金行动
4月9日至11日，艾伦比计划切断汉志铁路在安曼的路段并进军图尔凯勒姆和纳布卢斯。尽管没能于安曼获得成功，他仍继续向图尔凯勒姆进发。战役由第75步兵师占领贝鲁金村开始，第七步兵师于8千米长的前线上行进一千八百米并准备炮轰贾勒朱利亚和塔布索尔。随后，第54、75师前进至瓦迪-卡尔纳，左翼面向卡尔奇利亚和贾勒朱利亚。第54师向西至塔布索尔扫荡奥斯曼守军。一旦清楚了贾勒朱利亚和卡尔奇利亚的敌军，澳大利亚骑兵会全速行军至埃特-泰尔并凶猛地追击撤退的土军至图尔凯勒姆。
4月9日早间5时10分，英军第75步兵师发动了第一波进攻。他们与受德军三组野战炮兵后援的奥斯曼守军以及德军旅团展开了战斗。英方三个步兵师团发动了对埃尔-库夫尔、拉法特、贝鲁金和三座灌木山丘的进攻。下午4时英军占领了贝鲁金。这一延迟给予了德、土两军时间以增强其防御。结果英军未能按原计划进攻莫格山脊、谢赫-苏比和阿拉拉。是日夜间，德土两军进行了持续的反击。4月10日早间6时，当第二分之三廓尔喀步兵旅到达莫格山脊西侧边缘后，英军继续了其进攻计划。山脊的战事持续了一整日，而对谢赫-苏比的攻势则崩溃了。9时半，英军于更西面的阿拉拉取得了一定的胜利。就在英军将要完全占领莫格山脊时，德、土两军的反攻又成功地将他们推了回去。但英军的固守和炮兵弹幕使得对方也无法继续取得胜利。4月21日，英、德双方在经历了远程炮战之后，英军总算得以巩固其对贝鲁金、埃尔-库夫尔和拉法特的占领。.而9日至11日之间的战斗显示，德军机枪的存在使得任何英军的推进变得既缓慢又费力。

### 1918年夏
1918年，由于西线战场的白热化，位于伦敦战争办公室中的英总参谋部长仅计划向艾伦比提供了铁路铺设人员以及可能通过货运而来的增额补给。从地中海延伸至死海的战线上，温度几近亚热带。约旦河谷间的温度则可在日夜之间相差二十度。除了仲夏时一些零星的战斗外，1918年季春和夏日的巴勒斯坦战场总体较为平静。英军为了改善其在地中海岸平原和犹太山脉的战略位置进行了几次小规模突袭，以推进海岸前线为目的的小型攻势有一次。

## 美吉多攻势

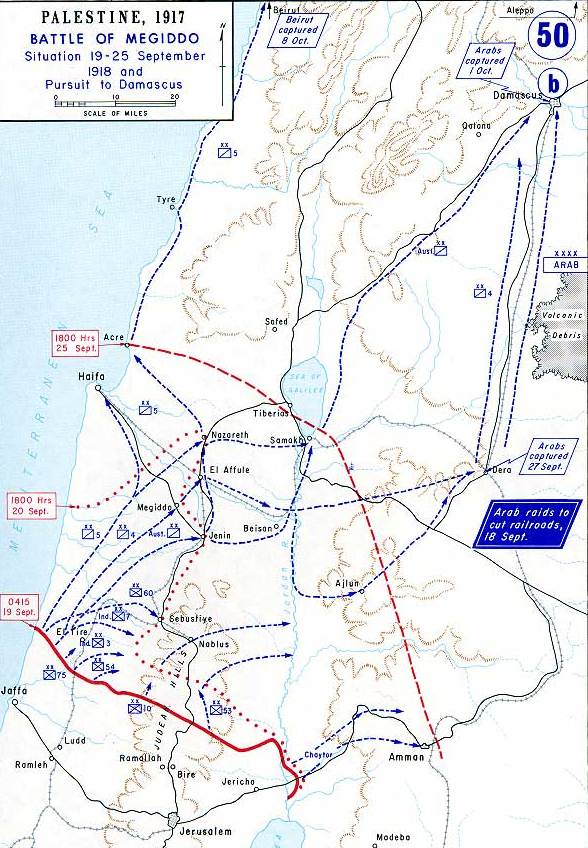
1918年9月19至25日，艾伦比的总攻

旱季来临，艾伦比计划推进英军战线以保障提贝里亚斯、海法、面向浩兰一侧的耶尔穆克河谷、加利利海以及大马士革。沙龙地区战场中的居民有着不同的宗教、政治背景。自杰里科以北，在撒玛利亚有犹太人原住民，加利利有摩拉维亚人，此外还有德鲁兹、黎巴嫩什叶派以及少量原始异教信徒。贝都因人则居住在战场以东。海法城内的居民半数为穆斯林，而乡间则几近全数。埃斯德赖隆平原至贝珊居有逊尼派和一处在阿夫拉新建的犹太人定居点。加利利以北的丘陵地带，穆斯林、基督徒和犹太人都有其住民。拿撒勒周围由五个不同派系的基督徒组成的社群占了其居民的大多数。加利利以北东部的居民大部分是犹太人在提贝里亚斯和萨斐德的原住民。纳布卢斯和杰里科战地上的居民也是如此纷杂，但大多是逊尼派阿拉伯人。约旦河谷以东阿尔-绍特地区则有叙利亚和希腊东正教信徒。安曼附近还有切尔克斯人和土库曼人。
1918年9月19日，经过长期的推迟后，英军的艾伦比终于发动了进攻。是为美吉多战役（美吉多即哈米吉多顿）。英军花了大量精力对土军隐藏其真实战略意图。他们成功了，当英军突然进攻美吉多时，奥斯曼帝国的军队倍感惊讶。当土军开始全线撤退后，皇家空军开始轰炸地面上的土军纵队。一周之内，巴勒斯坦地区内土军不再具有有生力量。
历史学家们认为占领加沙、贝尔谢巴、耶路撒冷的战役和美吉多的攻势都有一共同点，即骑兵对土军侧翼的包抄。且防线的突破口都位于意想不到的地方。比如加沙至贝尔谢巴战线的突破口出现在贝尔谢巴方向最东面而不是土耳其人所预测的加沙。美吉多战役的突破口则出现在战线最西段地中海岸一处，而预期的突破口却在约旦河谷的另一侧。

## 叙利亚战役
巴勒斯坦地区的战事结束后，叙利亚的战事仍持续了几个月。艾伦比和费萨尔的最终目标是占领大马士革。两支纵队受命向大马士革进发。一支是由加利利出发，主要由澳大利亚和印度的骑兵组成。另一支有印度骑兵和阿拉伯的劳伦斯手下民兵组成，沿着汉志铁路北上。1918年10月1日，澳大利亚轻骑兵在没有遭到抵抗的情况下进入了大马士革，尽管一万两千名奥斯曼士兵当时就在位于巴兰科（Baramkeh）的兵营中。同日，澳军受降，劳伦斯的非常规兵也入城了。
战事末尾，向安曼的进军、美吉多战役中的外约旦河攻势以及向大马士革的进军使得澳大利亚军队遭受了当时前所未有的疟疾疫情。

### 占领阿勒颇
1918年10月25日，英军占领了奥斯曼帝国第三大城市阿勒颇。但帝国实际上也情愿牺牲这些非突厥裔省份，同时向俄罗斯帝国境内派遣了远征军以便助长该国境内突厥人的势力。唯有当保加利亚投降后，奥斯曼帝国因腹背受敌，方于10月30日签订了穆德洛斯停战协定。

## 流行文化
- 阿拉伯的劳伦斯
- 战地1（西奈沙漠，苏伊士运河）

### 引用
1. ↑  Hart, Peter. "The Great War: A Combat History of the First World War". 2013. Page 409.
2. 1 2  Erickson 2001, p. 71
3. ↑  Cemal Kemal, The Last Battle of the Ottoman State on the Palestine Front （页面存档备份，存于）, Ankara University [Institute for Modern Turkish History (Atatürk Yolu journal, number 45, 2010, page 59 (footnote 94))].
4. ↑  Erickson 2007, p. 154
5. ↑  Erickson 2007, p. 101
6. ↑  Statistics of the Military Effort of the British Empire During the Great War 1914–1920, The War Office, p. 633. POWs held by the end of the war are given as 5,703 officers and 96,133 other ranks, broken down by ethnicity. However that total also includes "over 3,000" Austro-German men and 206 Austro-German officers, which are listed below separately. Ottoman POWs alone would therefore be 5,497 officers and about 93,000 other ranks. Of these 8,000 were captured by the Arab insurgents under King Hussein.
7. ↑  Massey 1919, pp. 5–6
8. ↑  .   [2017-04-26]. （原始内容存档于2013-04-09）.
9. ↑  .   [2017-04-26]. （原始内容存档于2015-04-04）.
10. ↑  Perry 2009, pp. 51–52
11. ↑  Bruce 2002, pp. 3–4
12. ↑  Bruce 2002, pp. 15–17
13. 1 2  Carver 2003, pp.192–3
14. 1 2  Battles Nomenclature Committee 1922, p. 31
15. ↑  Keogh 1955, p. 21
16. ↑  Erickson 2001, pp. 70–1
17. 1 2  Liman von Sanders 1919, p. 60f
18. ↑  Carver 2003, pp. 8–9
19. ↑  Wavell 1968, p. 33–4
20. ↑  Bruce 2002, pp. 26–7
21. ↑  Liman von Sanders, 1919, p. 141 f
22. ↑  Falls 1930 Vol. 1 pp. 55–64
23. ↑  Falls 1930 Vol. 1 p. 85
24. ↑  Wavell 1968, p. 40
25. ↑  Keogh 1955, p. 34
26. ↑  Downes 1938, pp. 552–4
27. ↑  Keogh 1955, p. 32
28. ↑  Wavell 1968, p. 41
29. ↑  Bruce 2002, p. 35
30. ↑  Keogh 1955, pp. 36–7
31. 1 2  Bruce 2002, pp. 36–7
32. 1 2  Keogh 1955, p. 37
33. ↑  Powles 1922, p. 17
34. ↑  Keogh 1955, p. 38
35. ↑  Keogh 1955, p. 20
36. ↑  Falls 1930, p. 160
37. ↑  3rd LHB War Diary 10 to 15 April 1916 AWM 4,10/3/15
38. ↑  3rd LHB War Diary AWM web site AWM 4,10/3/17
39. ↑  Falls 1930, p. 178
40. ↑  Wavell 1968, pp. 43–5
41. ↑  Erickson 2001, p. 155
42. ↑  Bowman–Manifold 1923, p. 21
43. 1 2  Keogh 1955, p. 44
44. ↑  Powles 1922 p. 14
45. ↑  Falls 1930 Vol. 1 p. 271
46. ↑  War Diary of 1st Light Horse Brigade May 1916 AWM4, 10–1–22
47. ↑  Keogh 1955, p. 47
48. ↑  Keogh 1955, p. 46
49. ↑  Downes 1938, p. 599
50. ↑  A. B. Paterson, 1934 p.122
51. ↑  Falls 1930 Vol 1, p. 177
52. ↑  Downes 1938, p. 572
53. ↑  Bruce 2002, p. 42
54. ↑  Kinloch 2007, p. 76
55. ↑  Falls 1930, pp. 176–7
56. ↑  Pugsley 2004, p. 133
57. ↑  Downes 1938, pp. 568–71
58. ↑  Powles 1922, pp. 18–9
59. ↑  Powles 1922, p. 24
60. ↑  1st LHB War Diary AWM 4,10/1/23
61. ↑  2nd LHB War Diary AWM 4, 10/2/18
62. ↑  Cutlack 1941, p. 36
63. ↑  Wavell 1968, pp. 51–5
64. ↑  Hughes 1999, pp. 71 & 73
65. ↑  Keogh 1955, p. 48
66. 1 2  Wavell 1968, pp. 57–9
67. ↑  Downes 1938, p. 587
68. 1 2  Hill 1978, pp. 84–5
69. ↑  Falls 1930 Vol. 1 p. 177
70. ↑  Keogh 1955, p. 60
71. ↑  Lewis 2014, pp.104–107.
72. ↑  Bou 2009, p. 158
73. ↑  Woodward 2006, pp. 52–3
74. ↑  Bruce 2002, p. 80
75. 1 2 3  Keogh 1955, p. 62
76. ↑  20 August 1916 Letter, Capt. H. Wetherell, Personal Records AWM quoted in Hill 1978, p. 84
77. ↑  Duguid 1919, pp. 2 & 18
78. ↑  Bruce 2002, p. 81
79. ↑  12th LHR War Diary AWM4–10–17–2 page 21
80. ↑  Erickson 2001 p. 232
81. ↑  Cutlack 1941, p. 40
82. ↑  Downes 1938, pp. 588–9
83. ↑  Powles 1922, p. 46
84. ↑  Carver 2003, p. 194
85. ↑  Keogh 1955, p. 48 pp. 71–2
86. ↑  Hill 1978, pp. 93–4
87. ↑  Powles 1922, p. 79
88. ↑  Keogh 1955, p. 80
89. ↑  Powles 1922, pp. 86–7
90. 1 2  Blenkinsop et al. 1925, p.184
91. ↑  Gullett 1941, pp. 257–8
92. ↑  Secret Military Handbook 23/1/17, pp. 38–47 notes pp. 54–5
93. ↑  Mounted Service Manual, 1902, p.272
94. ↑  Bowman–Manifold 1923, p. 26
95. 1 2  Manuel 1955, p. 265
96. ↑  Grainger 2006, p. 66
97. ↑  Grainger 2006, p. 217
98. ↑  Wavell 1968, pp. 90–91
99. ↑  Baker, Chris. . The Long Long Trail.   [2018-04-21]. （原始内容存档于2011-12-16）.
100. 1 2  Keogh 1955, p. 78
101. 1 2  Bruce 2002, pp. 89–90
102. 1 2  Wavell 1968, p. 69
103. 1 2  Woodward 2006, pp. 58–9
104. ↑  Bou 2009, pp. 162–3
105. ↑  Bostock 1982, p. 62
106. ↑  Downes 1938, pp. 589 & 593–4
107. ↑  Hill 1978, pp. 96–7
108. ↑  Keogh 1955, pp. 78 & 80
109. ↑  Pugsley 2004, p. 135
110. ↑  Erickson 2001, p. 161
111. ↑  Bruce 2002, pp. 90 & 91
112. ↑  Bruce 2002, pp. 92–3
113. ↑  Keogh 1955, pp. 83–4
114. ↑  Cutlack p. 60
115. ↑  Falls 1930 Vol. 1 pp. 299–303
116. ↑  Blenkinsop et al. 1925, p. 185
117. ↑  Powles 1922, pp. 90–3
118. ↑  Keogh 1955, p. 102
119. ↑  Moore 1920, p.67
120. ↑  McPherson et al. 1983, pp. 172–3
121. ↑  Falls 1930 Vol. 1 pp. 328, 445
122. ↑  Woodward 2006 p. 77
123. ↑  Keogh 1955 p. 119
124. ↑  Falls 1930 Vol. 1 pp. 335–7
125. ↑  Bruce 2002 p. 106
126. ↑  Woodward 2006 pp. 88–9
127. ↑  Massey 1919 p. 16
128. ↑  Wavell 1968 pp. 112–3
129. ↑  Falls 1930 Vol. 2 pp. 662–64
130. ↑  Dennis et al. 2008 p. 84
131. ↑  Gullett 1941 pp. 379–80
132. ↑  Blenkinsop 1925 p. 203
133. ↑  Downes 1938 p. 661
134. ↑  Keogh 1955 p. 152
135. ↑  Bruce 2002 pp. 128–9
136. ↑  Falls 1930 Vol. 2 pp. 48–9, 51, 663
137. ↑  Bruce 2002 p. 130
138. ↑  G. Massey 2007 p. 10
139. ↑  Falls 1930 Vol. 2 pp. 55, 677
140. ↑  Hughes 2004 p. 72
141. ↑  Falls 1930, pp. 148–52
142. ↑  Grainger 2006, pp. 158–9, 161–5, 170
143. ↑  Preston 1921, pp.66, 72–3, 76
144. ↑  Carver 2003, p. 222
145. ↑  Wavell 1968 p. 156
146. ↑  Erickson 2007, p. 128
147. ↑  Keogh 1955, p. 213
148. ↑  Keogh 1955, p. 214
149. ↑  Falls 1930 Vol. 2, pp. 350–3
150. ↑  Keogh 1955, p. 216
151. ↑  Falls 1930 Vol. 2 pp. 353–6
152. ↑  Woodward 2006, pp. 184–5
153. ↑  Wavell 1968, pp. 183–4
154. ↑  Dennis et al. 2008, p. 354